# Arka
Arka (slovakiska: Jarka) är en ort (by) i provinsen Borsod-Abaúj-Zemplén i nordöstra Ungern. Orten har 51 invånare (2024), på en yta av 9,49 km². Den ligger cirka 44,5 kilometer nordost om Miskolc.